# Land walker
El Land Walker es un proyecto de vehículo de combate urbano y transporte robótico tripulado. Puede considerarse tanto un androide, por su estructura física humanoide, como un exoesqueleto pesado. La tracción viene dada por un sistema de ruedas al final de las piernas, por lo que no es técnicamente un vehículo andador, aunque el vehículo se desplace de manera similar a una persona. Fue patentado por Sakakibara Kikai, contando en el diseño con la asistencia de P.A. Technology.
Su estructura está formada por una cabina principal, dispuesta para una tripulación de una persona, dos piernas y dos cañones de aire comprimido. Mide 3,4 m de alto y su velocidad es de 1,5 km/h.
Si bien ya hay unidades fabricadas, el Land Walker sigue siendo un proyecto, y su competitividad en la práctica con respecto a otros sistemas equivalentes actuales es discutible. Aun así, sigue siendo uno de los primeros diseños reales de un vehículo de combate de aspecto humanoide, hasta entonces sólo existentes en la ciencia ficción.